# Szarynka kalinówka
Szarynka kalinówka (Pyrrhalta viburni) – gatunek chrząszcza z rodziny stonkowatych i podrodziny Galerucinae.
Gatunek ten opisany został po raz pierwszy w 1799 roku przez Gustava von Paykulla jako Galeruca viburni.
Chrząszcz o ciele długości od 4,5 do 6,5 mm, z wierzchu krótko, gęsto i jedwabiście owłosionym. Niewyraźnie punktowana głowa niemal dorównuje szerokością przedpleczu. Czułki mają poszczególne człony żółte u podstawy i czarne na wierzchołku. Barwa wierzchu ciała jest żółtawobrunatna z wzorem koloru czarnego, na który składają się: plama na ciemieniu, trzy rozmyte pasy na przedpleczu i plamy na guzach barkowych pokryw. Powierzchnia pokryw pozbawiona jest żeberek. Spodnia strona ciała jest jasno ubarwiona.

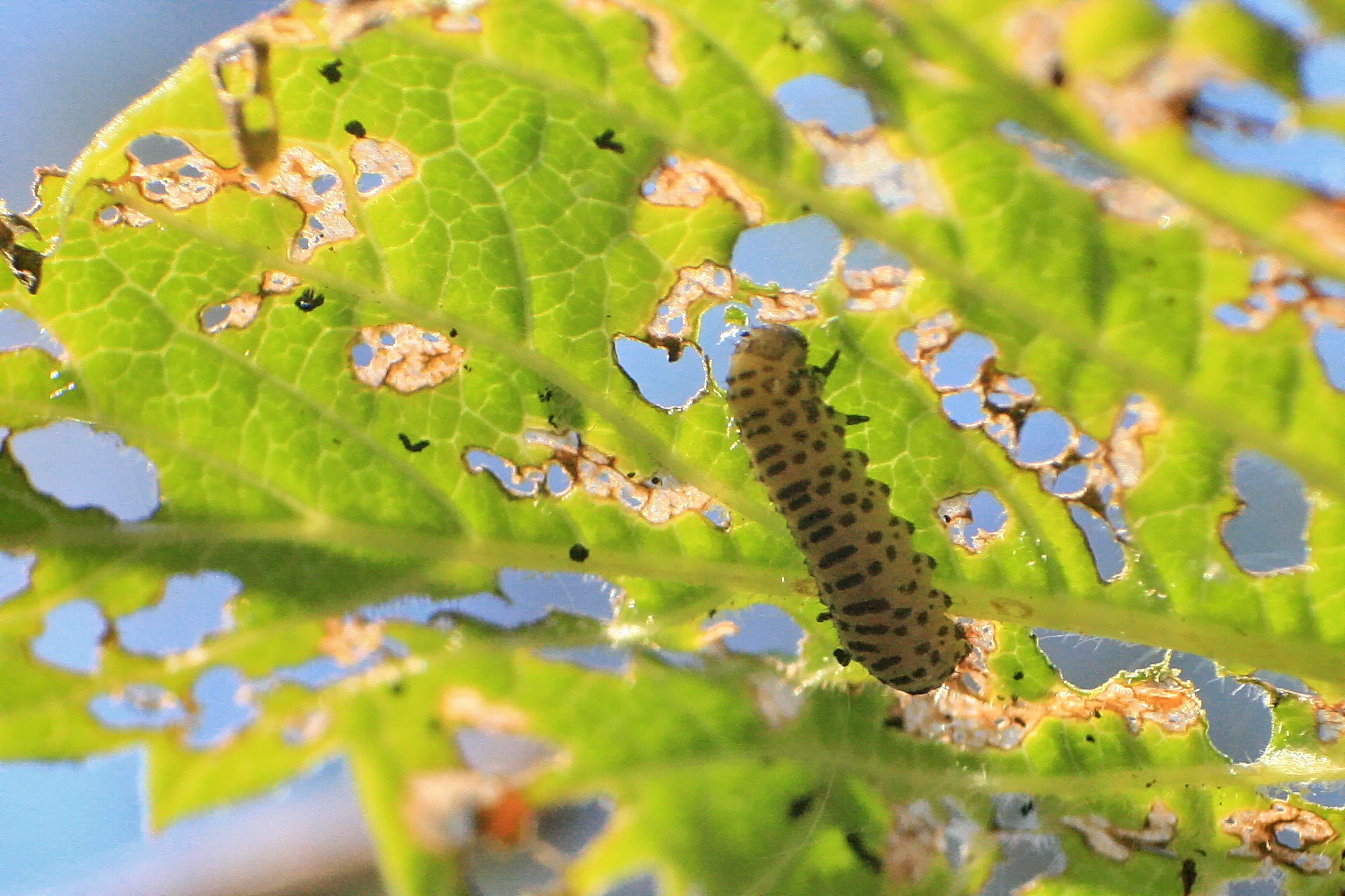
Żerująca larwa

Środowiskiem życia szarynki kalinówki są cieniste zarośla i pobrzeża wód. Roślinami pokarmowymi są kalina koralowa oraz kalina hordowina. Przy gromadnym żerowaniu na odmianach ozdobnych może wyrządzać szkody w ogrodach i parkach.
Zasięg występowania tego gatunku obejmuje zachodnią Palearktykę z wyłączeniem strefy śródziemnomorskiej. W Europie stwierdzony został w Hiszpanii, Francji, Wielkiej Brytanii, Belgii, Holandii, Luksemburgu, Niemczech, Szwajcarii, Austrii, Włoszech, Danii, Szwecji, Norwegii, Finlandii, Estonii, Łotwie, Litwie, Polsce, Czechach, Słowacji, Węgrzech, Ukrainie, Chorwacji i Serbii. W Polsce występuje na większości obszaru kraju.